# Svetovno prvenstvo v hokeju na ledu 2008 - elitna divizija
Turnir elitne divizije Svetovnega prvenstva v hokeju na ledu 2008 se je odvijal od 2. do 18. maja 2008. Na turnirju je sodelovalo šestnajst reprezentanc, razdeljenih v štiri skupine (A, B, C in D). Tekme so igrali v dvoranah Halifax Metro Centre v Halifaxu, Kanada, ter Colisée Pepsi v Quebec Cityju, Kanada. Prvak je postala Rusija, kar je njena prva zlata medalja po letu 1993. Slovenska reprezentanca, ki je petič igrala na Svetovnem prvenstvu elitne divizije, je izpadla v drugo divizijo. 
To je bilo 72. Svetovno prvenstvo v hokeju na ledu, vodila ga je Mednarodna hokejska zveza (IIHF). Prvič po letu 1962 (Kolorado, ZDA) je finale potekalo v neevropskem mestu. IIHF je hotela proslaviti 100-letnico svojega obstoja s tem, da vrne Svetovno prvenstvo tja, kjer se je hokej na ledu rodil. Turnir je bil tudi del proslave ob 400-letnici mesta Quebec City. 
Turnir je služil kot zadnji in najpomembnejši dogodek za izbiro 9 držav, ki so avtomatično uvrščene na moški hokejski turnir Zimskih olimpijskih iger 2010. Pri izbiranju držav je imela največjo težo Svetovna lestvica IIHF iz stanja neposredno po tem turnirju.
8. maja 2007 je IIHF oznanila, da bo ustanovila Triple Gold Club s tem, ko bo podelila spominske medalje 19 igralcem, ki so osvojili tri najprestižnejše turnirje v svetu hokeja na ledu: zlato Olimpijskih iger, Stanleyev pokal in zlato Svetovnega prvenstva.
V primerjavi s turnirji izpred nekaj let se je zgodilo nekaj sprememb v modelu tekmovanja. Zaradi velike razdalje med Halifaxom in Quebec Cityjem križanja med skupinama E in F ni bilo. Tako so se četrtfinalne tekme igrale znotraj E in F skupine, polfinale in finale pa sta se oba igrala v Quebec Cityju. Druga pomembna razlika je bila ta, da boj za obstanek ni potekal v obliki skupine za obstanek s štirimi državami, pač pa v obliki dveh parov držav, ki so za obstanek igrale na dve zmagi. 
Prvič v štiridesetih letih so igrali na manjši ledeni ploskvi, ki je v uporabi tudi v ligi NHL. Velika je 61 m × 26 m, standardna IIHF ledena ploskev pa meri 61 m × 31 m.

## Sodelujoče države
| Skupina A - Belorusija (postava) - Francija (postava) - Švedska (postava) - Švica (postava) | Skupina B - Kanada (postava) - Latvija (postava) - Slovenija (postava) - ZDA (postava) | Skupina C - Finska (postava) - Nemčija (postava) - Norveška (postava) - Slovaška (postava) | Skupina D - Češka (postava) - Danska (postava) - Italija (postava) - Rusija (postava) |

## Pravila
Točke se delijo po naslednjem ključu:
- 3 točke za zmago po rednem delu
- 2 točki za zmago po podaljšku ali kazenskih strelih
- 1 točka za poraz po podaljšku ali kazenskih strelih
- 0 točk za poraz po rednem delu

Če je po rednem delu izid izenačen, sledi 5-minutni podaljšek s 4 igralci v polju (in 1 vratarjem) do zlatega gola. Če je potrebno, sledijo kazenski streli s tremi igralci iz vsakega moštva. Izjeme: v četrtfinalu, polfinalu in tekmi za bronasto medaljo je podaljšek dolg 10 min (namesto 5 min), v finalu pa 20 min. 
Če je 2 ali več reprezentanc izenačenih po točkah, se boljšo reprezentanco določi po naslednjih kriterijih:
1. Več točk doseženih v medsebojnih tekmah
2. Boljša razlika v golih v medsebojnih tekmah
3. Več zadetkov doseženih v medsebojnih tekmah
4. Boljše razmerje v 1., 2. in 3. kriteriju proti najvišje uvrščeni reprezentanci, ki ni del te izenačitve po točkah
5. Ponovitev 4. kriterija proti drugi najvišje uvrščeni reprezentanci, ki ni del te izenačitve po točkah
6. Nadaljevanje 4. kriterija proti ostalim reprezentancam, niso del te izenačitve po točkah (od najbolje uvrščene reprezentance proti najslabše uvrščeni).

## Skupinski del
16 sodelujočih držav je bilo razvrščenih v naslednje 4 skupine. Najbolje uvrščene tri države iz skupine se prebijejo v Kvalifikacijski krog, najslabša gre v boj za obstanek v elitni diviziji.
|  | Reprezentanca napreduje v Kvalifikacijski krog |
|  | Reprezentanca gre v Boj za obstanek            |

### Skupina A
| Reprezentanca | OT | Z | ZP | PP | P | DG | PG | GR  | Toč |
| ------------- | -- | - | -- | -- | - | -- | -- | --- | --- |
| Švica         | 3  | 3 | 0  | 0  | 0 | 10 | 4  | 6   | 9   |
| Švedska       | 3  | 2 | 0  | 0  | 1 | 17 | 9  | 8   | 6   |
| Belorusija    | 3  | 1 | 0  | 0  | 2 | 9  | 9  | 0   | 3   |
| Francija      | 3  | 0 | 0  | 0  | 3 | 2  | 16 | -14 | 0   |

| 3. maj 2008 | Belorusija | 5 – 6 | Švedska | Colisée Pepsi, Quebec City |

| Poročilo tekme | Poročilo tekme                                                                                | Poročilo tekme    | Poročilo tekme | Poročilo tekme                                           |
| -------------- | --------------------------------------------------------------------------------------------- | ----------------- | --- | -------------------------------------------------------- |
| Začetek: 13:00 | V. Kostjučenok 18:32 S. Zadelenov 22:58 A. Ugarov 23:45 A. Žurik (PP1) 35:57 D. Meleško 41:18 | ( 1–2, 3–2, 1–2 ) | 03:59 M. Johansson 12:18 N. Bäckström 26:23 (PP2) P. Hörnqvist 37:51 R. Nilsson 43:41 P. Hörnqvist 50:32 R. Wallin | Gledalci: 9204 Sodnika: Sami Partanen Sodnika: Jyri Rönn |

| 3. maj 2008 | Švica | 4 – 1 | Francija | Colisée Pepsi, Quebec City |

| Poročilo tekme | Poročilo tekme                                                                 | Poročilo tekme    | Poročilo tekme            | Poročilo tekme                                             |
| -------------- | ------------------------------------------------------------------------------ | ----------------- | ------------------------- | ---------------------------------------------------------- |
| Začetek: 19:00 | R. Wick (PP1) 08:18 J. Sprunger (PP1) 16:54 P. Bärtschi 23:01 R. Sannitz 40:31 | ( 2–0, 1–1, 1–0 ) | 39:59 (PP1) J. Desrosiers | Gledalci: 9367 Sodnika: Guy Pellerin Sodnika: Chris Savage |

| 5. maj 2008 | Švica | 2 – 1 | Belorusija | Colisée Pepsi, Quebec City |

| Poročilo tekme | Poročilo tekme                                  | Poročilo tekme    | Poročilo tekme  | Poročilo tekme                                            |
| -------------- | ----------------------------------------------- | ----------------- | --------------- | --------------------------------------------------------- |
| Začetek: 13:00 | J. Sprunger (PP1) 13:01 J. Sprunger (PP1) 34:36 | ( 1–0, 1–1, 0–0 ) | 27:34 K. Kolcov | Gledalci: 8016 Sodnika: Rick Looker Sodnika: Peter Ország |

| 5. maj 2008 | Švedska | 9 – 0 | Francija | Colisée Pepsi, Quebec City |

| Poročilo tekme | Poročilo tekme | Poročilo tekme    | Poročilo tekme | Poročilo tekme                                                   |
| -------------- | --- | ----------------- | -------------- | ---------------------------------------------------------------- |
| Začetek: 19:00 | T. Mårtensson 28:46 P. Hörnqvist (PP1) 34:21 M. Weinhandl 36:16 N. Wallin 39:42 N. Bäckström 44:31 A. Edler (PP1) 47:36 R. Nilsson 49:22 K. Jönsson (PP2) 51:46 N. Bäckström 59:35 | ( 0–0, 4–0, 5–0 ) |                | Gledalci: 8845 Sodnika: Daniel Piechaczek Sodnika: Thomas Sterns |

| 7. maj 2008 | Švedska | 2 – 4 | Švica | Colisée Pepsi, Quebec City |

| Poročilo tekme | Poročilo tekme                         | Poročilo tekme    | Poročilo tekme                                                            | Poročilo tekme                                          |
| -------------- | -------------------------------------- | ----------------- | ------------------------------------------------------------------------- | ------------------------------------------------------- |
| Začetek: 13:00 | F. Warg 10:47 P. Hörnqvist (SH1) 59:01 | ( 1–2, 0–0, 1–2 ) | 00:48 T. Paterlini 16:35 A. Ambühl 45:23 T. Monnet 59:53 (ENG) B. Forster | Gledalci: 7939 Sodnika: Guy Pellerin Sodnika: Jyri Rönn |

| 7. maj 2008 | Francija | 1 – 3 | Belorusija | Colisée Pepsi, Quebec City |

| Poročilo tekme | Poročilo tekme         | Poročilo tekme    | Poročilo tekme                                      | Poročilo tekme                                              |
| -------------- | ---------------------- | ----------------- | --------------------------------------------------- | ----------------------------------------------------------- |
| Začetek: 19:00 | O. Coqueux (SH1) 19:53 | ( 1–1, 0–1, 0–1 ) | 12:57 A. Kaljužni 27:48 A. Ugarov 59:15 A. Kosticin | Gledalci: 8880 Sodnika: Sami Partanen Sodnika: Chris Savage |

### Skupina B
| Reprezentanca | OT | Z | ZP | PP | P | DG | PG | GR  | Toč |
| ------------- | -- | - | -- | -- | - | -- | -- | --- | --- |
| Kanada        | 3  | 3 | 0  | 0  | 0 | 17 | 5  | 12  | 9   |
| ZDA           | 3  | 2 | 0  | 0  | 1 | 13 | 6  | 7   | 6   |
| Latvija       | 3  | 1 | 0  | 0  | 2 | 3  | 11 | -8  | 3   |
| Slovenija     | 3  | 0 | 0  | 0  | 3 | 2  | 13 | -11 | 0   |

| 2. maj 2008 | Kanada | 5 – 1 | Slovenija | Metro Centre, Halifax |

| Poročilo tekme | Poročilo tekme                                                                                     | Poročilo tekme    | Poročilo tekme         | Poročilo tekme                                                        |
| -------------- | -------------------------------------------------------------------------------------------------- | ----------------- | ---------------------- | --------------------------------------------------------------------- |
| Začetek: 16:30 | D. Hamhuis 03:45 D. Heatley 20:41 M. St. Louis (PP1) 30:18 D. Heatley (PP1) 35:07 D. Heatley 50:25 | ( 1–0, 3–1, 1–0 ) | 32:19 (PP2) A. Kopitar | Gledalci: 7921 Sodnika: Vjačeslav Bulanov Sodnika: Alexander Poliakov |

| 2. maj 2008 | ZDA | 4 – 0 | Latvija | Metro Centre, Halifax |

| Poročilo tekme | Poročilo tekme                                                                           | Poročilo tekme    | Poročilo tekme | Poročilo tekme                                              |
| -------------- | ---------------------------------------------------------------------------------------- | ----------------- | -------------- | ----------------------------------------------------------- |
| Začetek: 20:15 | D. Brown (PP1) 07:21 P. Kane (PP1) 28:44 Z. Parise (PP1) 47:09 P. O'Sullivan (PP1) 51:05 | ( 1–0, 1–0, 2–0 ) |                | Gledalci: 7360 Sodnika: Milan Minář Sodnika: Richard Schütz |

| 4. maj 2008 | Latvija | 0 – 7 | Kanada | Metro Centre, Halifax |

| Poročilo tekme | Poročilo tekme | Poročilo tekme    | Poročilo tekme | Poročilo tekme                                                  |
| -------------- | -------------- | ----------------- | --- | --------------------------------------------------------------- |
| Začetek: 16:30 |                | ( 0–3, 0–4, 0–0 ) | 02:35 P. Sharp 03:45 M. Green 12:15 D. Heatley 21:03 (PP1) R. Nash 22:00 M. St. Louis 22:42 C. Kunitz 32:20 R. Nash | Gledalci: 7831 Sodnika: Danny Kurmann Sodnika: Christer Larking |

| 4. maj 2008 | ZDA | 5 – 1 | Slovenija | Metro Centre, Halifax |

| Poročilo tekme | Poročilo tekme                                                                                 | Poročilo tekme    | Poročilo tekme   | Poročilo tekme                                                  |
| -------------- | ---------------------------------------------------------------------------------------------- | ----------------- | ---------------- | --------------------------------------------------------------- |
| Začetek: 20:15 | P. Kane (PP1) 11:12 P. Kessel (PP1) 26:48 P. Kessel (PP1) 32:41 D. Booth 45:05 P. Kessel 49:24 | ( 1–0, 2–1, 2–0 ) | 36:36 A. Kopitar | Gledalci: 7056 Sodnika: Brent Reiber Sodnika: Marcus Vinnerborg |

| 6. maj 2008 | Kanada | 5 – 4 | ZDA | Metro Centre, Halifax |

| Poročilo tekme | Poročilo tekme                                                               | Poročilo tekme    | Poročilo tekme                                                                     | Poročilo tekme                                                      |
| -------------- | ---------------------------------------------------------------------------- | ----------------- | ---------------------------------------------------------------------------------- | ------------------------------------------------------------------- |
| Začetek: 16:30 | B. Burns 08:26 D. Heatley 19:49 J. Toews 20:18 D. Roy 43:29 D. Heatley 59:13 | ( 2–0, 1–2, 2–2 ) | 20:52 Z. Parise 23:09 P. O'Sullivan 45:18 (PP1) D. Brown 46:54 (PP1) J. Pominville | Gledalci: 9192 Sodnika: Vjačeslav Bulanov Sodnika: Christer Larking |

| 6. maj 2008 | Slovenija | 0 – 3 | Latvija | Metro Centre, Halifax |

| Poročilo tekme | Poročilo tekme | Poročilo tekme    | Poročilo tekme                                                         | Poročilo tekme                                                     |
| -------------- | -------------- | ----------------- | ---------------------------------------------------------------------- | ------------------------------------------------------------------ |
| Začetek: 20:15 |                | ( 0–0, 0–2, 0–1 ) | 30:15 (KS) A. Ņiživijs 31:24 (PP1) A. Širokovs 59:32 (ENG) A. Širokovs | Gledalci: 7806 Sodnika: Alexander Poliakov Sodnika: Richard Schütz |

### Skupina C
| Reprezentanca | OT | Z | ZP | PP | P | DG | PG | GR | Toč |
| ------------- | -- | - | -- | -- | - | -- | -- | -- | --- |
| Finska        | 3  | 2 | 1  | 0  | 0 | 11 | 5  | 6  | 8   |
| Norveška      | 3  | 1 | 0  | 1  | 1 | 6  | 10 | -4 | 4   |
| Nemčija       | 3  | 1 | 0  | 0  | 2 | 7  | 10 | -3 | 3   |
| Slovaška      | 3  | 1 | 0  | 0  | 2 | 9  | 8  | 1  | 3   |

| 3. maj 2008 | Nemčija | 1 – 5 | Finska | Metro Centre, Halifax |

| Poročilo tekme | Poročilo tekme       | Poročilo tekme    | Poročilo tekme                                                                                     | Poročilo tekme                                                      |
| -------------- | -------------------- | ----------------- | -------------------------------------------------------------------------------------------------- | ------------------------------------------------------------------- |
| Začetek: 16:30 | F. Busch (PP1) 32:44 | ( 0–0, 1–2, 0–3 ) | 21:09 (PP1) M. Koivu 27:26 (PP2) O. Jokinen 40:24 (SH1) M. Koivu 42:33 H. Hyvönen 52:27 T. Selänne | Gledalci: 7658 Sodnika: Christer Larking Sodnika: Marcus Vinnerborg |

| 3. maj 2008 | Slovaška | 5 – 1 | Norveška | Metro Centre, Halifax |

| Poročilo tekme | Poročilo tekme                                                                                         | Poročilo tekme    | Poročilo tekme | Poročilo tekme                                              |
| -------------- | --- | ----------------- | -------------- | ----------------------------------------------------------- |
| Začetek: 20:15 | T. Melichárek (SH1) 09:43 J. Kolník 20:15 R. Petrovický (PP1) 27:44 M. Hossa 40:07 P. Podhradský 58:24 | ( 1–0, 2–1, 2–0 ) | 28:43 M. Olimb | Gledalci: 7096 Sodnika: Danny Kurmann Sodnika: Brent Reiber |

| 5. maj 2008 | Finska | 3 – 2 (P) | Norveška | Metro Centre, Halifax |

| Poročilo tekme | Poročilo tekme                                                | Poročilo tekme         | Poročilo tekme                         | Poročilo tekme                                              |
| -------------- | ------------------------------------------------------------- | ---------------------- | -------------------------------------- | ----------------------------------------------------------- |
| Začetek: 16:30 | J. Jokinen (PP1) 01:37 V. Peltonen (PP1) 16:14 T. Ruutu 61:27 | ( 2–2, 0–0, 0–0, 1-0 ) | 04:26 M. Ask 19:51 (PP2) A. Bastiansen | Gledalci: 7190 Sodnika: Milan Minář Sodnika: Richard Schütz |

| 5. maj 2008 | Slovaška | 2 – 4 | Nemčija | Metro Centre, Halifax |

| Poročilo tekme | Poročilo tekme                               | Poročilo tekme    | Poročilo tekme                                                                     | Poročilo tekme                                                        |
| -------------- | -------------------------------------------- | ----------------- | ---------------------------------------------------------------------------------- | --------------------------------------------------------------------- |
| Začetek: 20:15 | I. Čiernik (PP1) 29:39 J. Kolník (PP1) 59:56 | ( 0–2, 1–1, 1–1 ) | 06:57 (PP1) M. Sturm 15:05 (PP1) S. Ustorf 38:05 M. Hackert 48:42 (PP1) M. Hackert | Gledalci: 7855 Sodnika: Vjačeslav Bulanov Sodnika: Alexander Poliakov |

| 7. maj 2008 | Finska | 3 – 2 | Slovaška | Metro Centre, Halifax |

| Poročilo tekme | Poročilo tekme                                               | Poročilo tekme    | Poročilo tekme                       | Poročilo tekme                                                   |
| -------------- | ------------------------------------------------------------ | ----------------- | ------------------------------------ | ---------------------------------------------------------------- |
| Začetek: 16:30 | N. Kapanen 02:05 T. Ruutu (PP1) 13:00 T. Selänne (PP1) 25:17 | ( 2–2, 1–0, 0–0 ) | 13:14 R. Petrovický 18:21 M. Kováčik | Gledalci: 7262 Sodnika: Danny Kurmann Sodnika: Marcus Vinnerborg |

| 7. maj 2008 | Norveška | 3 – 2 | Nemčija | Metro Centre, Halifax |

| Poročilo tekme | Poročilo tekme                                                     | Poročilo tekme    | Poročilo tekme                        | Poročilo tekme                                            |
| -------------- | ------------------------------------------------------------------ | ----------------- | ------------------------------------- | --------------------------------------------------------- |
| Začetek: 20:15 | M. Holtet (PP2) 34:51 M. Zuccarello Aasen 47:19 M. Ask (PP2) 55:53 | ( 0–1, 1–1, 2–0 ) | 06:37 (PP1) M. Sturm 24:09 P. Gogulla | Gledalci: 7414 Sodnika: Milan Minář Sodnika: Brent Reiber |

### Skupina D
| Reprezentanca | OT | Z | ZP | PP | P | DG | PG | GR  | Toč |
| ------------- | -- | - | -- | -- | - | -- | -- | --- | --- |
| Rusija        | 3  | 2 | 1  | 0  | 0 | 16 | 6  | 10  | 8   |
| Češka         | 3  | 2 | 0  | 1  | 0 | 16 | 9  | 7   | 7   |
| Danska        | 3  | 1 | 0  | 0  | 2 | 9  | 11 | -2  | 3   |
| Italija       | 3  | 0 | 0  | 0  | 3 | 5  | 20 | -15 | 0   |

| 2. maj 2008 | Danska | 2 – 5 | Češka | Colisée Pepsi, Quebec City |

| Poročilo tekme | Poročilo tekme                  | Poročilo tekme    | Poročilo tekme                                                                      | Poročilo tekme                                             |
| -------------- | ------------------------------- | ----------------- | ----------------------------------------------------------------------------------- | ---------------------------------------------------------- |
| Začetek: 13:00 | S. Lassen 00:31 J. Hansen 18:03 | ( 2–2, 0–2, 0–1 ) | 08:00 R. Vrbata 13:49 (PP1) A. Kotalík 24:35 R. Vrbata 31:31 Z. Irgl 50:52 J. Hejda | Gledalci: 8369 Sodnika: Rick Looker Sodnika: Thomas Sterns |

| 2. maj 2008 | Rusija | 7 – 1 | Italija | Colisée Pepsi, Quebec City |

| Poročilo tekme | Poročilo tekme | Poročilo tekme    | Poročilo tekme  | Poročilo tekme                                                   |
| -------------- | --- | ----------------- | --------------- | ---------------------------------------------------------------- |
| Začetek: 19:00 | A. Sjomin 04:02 A. Ovečkin 23:39 A. Morozov 29:01 A. Tereščenko 30:12 A. Sjomin 31:18 M. Sušinski 36:58 D. Zaripov (PP1) 55:38 | ( 1–0, 5–0, 1–1 ) | 51:29 J. Cirone | Gledalci: 11074 Sodnika: Peter Ország Sodnika: Daniel Piechaczek |

| 4. maj 2008 | Češka | 4 – 5 (P) | Rusija | Colisée Pepsi, Quebec City |

| Poročilo tekme | Poročilo tekme                                                                        | Poročilo tekme         | Poročilo tekme                                                                                             | Poročilo tekme                                              |
| -------------- | ------------------------------------------------------------------------------------- | ---------------------- | --- | ----------------------------------------------------------- |
| Začetek: 13:00 | P. Eliáš (PP1) 09:08 A. Kotalík (PP1) 12:05 P. Eliáš (PP1) 33:47 P. Eliáš (PP1) 42:51 | ( 2–2, 1–1, 1–1, 0-1 ) | 03:47 S. Zinovjev 19:59 (PP2) K. Gorovikov 27:44 (PP1) A. Morozov 46:47 (PP1) K. Kornejev 63:10 A. Morozov | Gledalci: 13109 Sodnika: Guy Pellerin Sodnika: Chris Savage |

| 4. maj 2008 | Italija | 2 – 6 | Danska | Colisée Pepsi, Quebec City |

| Poročilo tekme | Poročilo tekme                           | Poročilo tekme    | Poročilo tekme                                                                                                   | Poročilo tekme                                           |
| -------------- | ---------------------------------------- | ----------------- | --- | -------------------------------------------------------- |
| Začetek: 19:00 | J. Cirone 37:48 N. Fontanive (PP1) 47:09 | ( 0–3, 1–1, 1–2 ) | 03:54 M. Green 08:11 (PP1) K. Staal 10:26 (PP2) J. Hansen 23:31 (PP1) D. Nielsen 50:32 J. Damgaard 56:03 K. Degn | Gledalci: 6838 Sodnika: Sami Partanen Sodnika: Jyri Rönn |

| 6. maj 2008 | Rusija | 4 – 1 | Danska | Colisée Pepsi, Quebec City |

| Poročilo tekme | Poročilo tekme                                                                        | Poročilo tekme    | Poročilo tekme       | Poročilo tekme                                                 |
| -------------- | ------------------------------------------------------------------------------------- | ----------------- | -------------------- | -------------------------------------------------------------- |
| Začetek: 13:00 | M. Afinogenov 10:38 A. Ovečkin (PP1) 27:07 S. Fjodorov (PP1) 29:45 K. Gorovikov 42:47 | ( 1–0, 2–0, 1–1 ) | 57:25 (PP1) K. Staal | Gledalci: 8609 Sodnika: Rick Looker Sodnika: Daniel Piechaczek |

| 6. maj 2008 | Češka | 7 – 2 | Italija | Colisée Pepsi, Quebec City |

| Poročilo tekme | Poročilo tekme | Poročilo tekme    | Poročilo tekme                      | Poročilo tekme                                              |
| -------------- | --- | ----------------- | ----------------------------------- | ----------------------------------------------------------- |
| Začetek: 19:00 | M. Erat 00:41 R. Vrbata 04:19 M. Židlický (PP1) 21:29 R. Vrbata 30:42 P. Eliáš (PP1) 37:47 F. Kuba 39:02 J. Hlinka 43:53 | ( 2–2, 4–0, 1–0 ) | 00:59 L. Ansoldi 03:06 N. Fontanive | Gledalci: 7517 Sodnika: Peter Ország Sodnika: Thomas Sterns |

## Kvalifikacijski krog
3 najbolje uvrščene reprezentance iz vsake skupine se uvrstijo v Kvalifikacijski krog. Skupini v Kvalifikacijskem krogu sta skupini E in F, reprezentance iz skupin A in D gredo v skupino E, reprezentance iz skupin B in C pa v skupino F.
Vsaka reprezentanca igra tri tekme v Kvalifikacijskem krogu, eno proti vsaki reprezentanci iz druge skupine. Te 3 tekme skupaj z 2 že odigranima tekmama proti reprezentancama iz svoje skupine štejejo za končno razvrstitev v skupinah E in F. 
4 najbolje uvrščene reprezentance iz skupin E in F napredujejo v četrtfinale.
|  | Reprezentanca napreduje v Končnico |

### Skupina E
| Reprezentanca | OT | Z | ZP | PP | P | DG | PG | GR  | Toč |
| ------------- | -- | - | -- | -- | - | -- | -- | --- | --- |
| Rusija        | 5  | 3 | 2  | 0  | 0 | 21 | 13 | 8   | 13  |
| Češka         | 5  | 2 | 1  | 1  | 1 | 20 | 14 | 6   | 9   |
| Švedska       | 5  | 3 | 0  | 0  | 2 | 23 | 16 | 7   | 9   |
| Švica         | 5  | 3 | 0  | 0  | 2 | 16 | 15 | 1   | 9   |
| Belorusija    | 5  | 0 | 0  | 3  | 2 | 13 | 18 | -5  | 3   |
| Danska        | 5  | 0 | 1  | 0  | 4 | 9  | 26 | -17 | 2   |

| 8. maj 2008 | Švedska | 8 – 1 | Danska | Colisée Pepsi, Quebec City |

| Poročilo tekme | Poročilo tekme | Poročilo tekme    | Poročilo tekme | Poročilo tekme                                             |
| -------------- | --- | ----------------- | -------------- | ---------------------------------------------------------- |
| Začetek: 15:00 | K. Jönsson 08:47 M. Nilson 15:33 T. Mårtensson 35:35 A. Strålman 36:44 K. Fabricius 40:41 M. Weinhandl 41:48 R. Wallin 43:55 T. Mårtensson (PP1) 50:14 | ( 2–0, 2–0, 4–1 ) | 54:32 K. Degn  | Gledalci: 7327 Sodnika: Peter Ország Sodnika: Guy Pellerin |

| 8. maj 2008 | Švica | 0 – 5 | Češka | Colisée Pepsi, Quebec City |

| Poročilo tekme | Poročilo tekme | Poročilo tekme    | Poročilo tekme                                                                                        | Poročilo tekme                                                 |
| -------------- | -------------- | ----------------- | --- | -------------------------------------------------------------- |
| Začetek: 19:00 |                | ( 0–1, 0–3, 0–1 ) | 19:06 (SH1) M. Erat 34:46 (PP1) T. Kaberle 35:50 (PP1) P. Eliáš 39:33 T. Fleischmann 58:10 J. Novotný | Gledalci: 9603 Sodnika: Rick Looker Sodnika: Daniel Piechaczek |

| 9. maj 2008 | Rusija | 4 – 3 (KS) | Belorusija | Colisée Pepsi, Quebec City |

| Poročilo tekme | Poročilo tekme                                                                  | Poročilo tekme              | Poročilo tekme                                   | Poročilo tekme                                           |
| -------------- | ------------------------------------------------------------------------------- | --------------------------- | ------------------------------------------------ | -------------------------------------------------------- |
| Začetek: 13:00 | M. Afinogenov 23:54 A. Ovečkin 27:21 M. Afinogenov 53:51 A. Morozov (GWG) 65:00 | ( 0–2, 1–0, 2–1, 0-0, 2-1 ) | 07:27 A. Mikhalev 11:53 D. Dudik 56:12 A. Ugarov | Gledalci: 8031 Sodnika: Sami Partanen Sodnika: Jyri Rönn |

| 10. maj 2008 | Češka | 3 – 2 (KS) | Belorusija | Colisée Pepsi, Quebec City |

| Poročilo tekme | Poročilo tekme                                           | Poročilo tekme              | Poročilo tekme                    | Poročilo tekme                                          |
| -------------- | -------------------------------------------------------- | --------------------------- | --------------------------------- | ------------------------------------------------------- |
| Začetek: 12:30 | T. Rolínek 36:53 A. Kotalík 53:38 A. Kotalík (GWG) 65:00 | ( 0–1, 1–0, 1–1, 0-0, 1-0 ) | 18:12 J. Čupris 49:50 A. Kosticin | Gledalci: 8504 Sodnika: Guy Pellerin Sodnika: Jyri Rönn |

| 10. maj 2008 | Rusija | 3 – 2 | Švedska | Colisée Pepsi, Quebec City |

| Poročilo tekme | Poročilo tekme                                     | Poročilo tekme    | Poročilo tekme                         | Poročilo tekme                                                   |
| -------------- | -------------------------------------------------- | ----------------- | -------------------------------------- | ---------------------------------------------------------------- |
| Začetek: 16:30 | A. Sjomin 32:14 S. Fjodorov 44:57 A. Ovečkin 59:54 | ( 0–1, 1–1, 2–0 ) | 07:15 M. Weinhandl 39:10 T. Mårtensson | Gledalci: 12665 Sodnika: Peter Ország Sodnika: Daniel Piechaczek |

| 11. maj 2008 | Danska | 2 – 7 | Švica | Colisée Pepsi, Quebec City |

| Poročilo tekme | Poročilo tekme                      | Poročilo tekme    | Poročilo tekme | Poročilo tekme                                                  |
| -------------- | ----------------------------------- | ----------------- | --- | --------------------------------------------------------------- |
| Začetek: 13:00 | M. Madsen 43:04 K. Staal (KS) 45:26 | ( 0–2, 0–3, 2–2 ) | 02:10 A. Ambühl 03:42 S. Jeannin 20:50 M. Reichert 31:01 T. Paterlini 33:21 P. DiPietro 41:38 P. Furrer 46:20 (PP1) B. Forster | Gledalci: 8338 Sodnika: Daniel Piechaczek Sodnika: Chris Savage |

| 11. maj 2008 | Švedska | 5 – 3 | Češka | Colisée Pepsi, Quebec City |

| Poročilo tekme | Poročilo tekme                                                                                | Poročilo tekme    | Poročilo tekme                                                   | Poročilo tekme                                              |
| -------------- | --------------------------------------------------------------------------------------------- | ----------------- | ---------------------------------------------------------------- | ----------------------------------------------------------- |
| Začetek: 19:00 | A. Strålman 26:03 M. Nilson 33:32 M. Weinhandl 41:14 P. Hörnqvist 55:07 M. Nilson (ENG) 59:34 | ( 0–0, 2–2, 3–1 ) | 30:06 (PP1) P. Eliáš 38:26 (PP1) A. Kotalík 49:41 T. Fleischmann | Gledalci: 7864 Sodnika: Sami Partanen Sodnika: Guy Pellerin |

| 12. maj 2008 | Švica | 3 – 5 | Rusija | Colisée Pepsi, Quebec City |

| Poročilo tekme | Poročilo tekme                                               | Poročilo tekme    | Poročilo tekme                                                                                      | Poročilo tekme                                         |
| -------------- | ------------------------------------------------------------ | ----------------- | --------------------------------------------------------------------------------------------------- | ------------------------------------------------------ |
| Začetek: 13:00 | R. Sannitz (PP1) 40:32 J. Vauclair (SH1) 45:30 R. Lemm 58:25 | ( 0–3, 0–1, 3–1 ) | 15:21 D. Kalinin 17:49 (PP1) A. Ovečkin 18:45 M. Sušinski 30:27 S. Fjodorov 57:25 (ENG) M. Sušinski | Gledalci: 8286 Sodnika: Rick Looker Sodnika: Jyri Rönn |

| 12. maj 2008 | Belorusija | 2 – 3 (P) | Danska | Colisée Pepsi, Quebec City |

| Poročilo tekme | Poročilo tekme                   | Poročilo tekme         | Poročilo tekme                                     | Poročilo tekme                                              |
| -------------- | -------------------------------- | ---------------------- | -------------------------------------------------- | ----------------------------------------------------------- |
| Začetek: 19:00 | A. Ugarov 55:42 D. Meleško 57:59 | ( 0–0, 0–1, 2–1, 0-1 ) | 23:06 (PP1) K. Staal 59:22 P. Regin 62:11 P. Regin | Gledalci: 8517 Sodnika: Peter Ország Sodnika: Thomas Sterns |

### Skupina F
| Reprezentanca | OT | Z | ZP | PP | P | DG | PG | GR  | Toč |
| ------------- | -- | - | -- | -- | - | -- | -- | --- | --- |
| Kanada        | 5  | 5 | 0  | 0  | 0 | 30 | 9  | 21  | 15  |
| Finska        | 5  | 3 | 1  | 0  | 1 | 16 | 12 | 4   | 11  |
| ZDA           | 5  | 3 | 0  | 0  | 2 | 25 | 13 | 12  | 9   |
| Norveška      | 5  | 1 | 0  | 1  | 3 | 8  | 20 | -12 | 4   |
| Nemčija       | 5  | 1 | 0  | 0  | 4 | 13 | 27 | -14 | 3   |
| Latvija       | 5  | 1 | 0  | 0  | 4 | 8  | 19 | -11 | 3   |

| 8. maj 2008 | Kanada | 2 – 1 | Norveška | Metro Centre, Halifax |

| Poročilo tekme | Poročilo tekme                           | Poročilo tekme    | Poročilo tekme        | Poročilo tekme                                                   |
| -------------- | ---------------------------------------- | ----------------- | --------------------- | ---------------------------------------------------------------- |
| Začetek: 16:30 | M. Green (PP1) 09:32 R. Nash (PP1) 56:02 | ( 1–0, 0–1, 1–0 ) | 33:59 (SH1) M. Hansen | Gledalci: 7380 Sodnika: Danny Kurmann Sodnika: Marcus Vinnerborg |

| 8. maj 2008 | ZDA | 6 – 4 | Nemčija | Metro Centre, Halifax |

| Poročilo tekme | Poročilo tekme | Poročilo tekme    | Poročilo tekme                                                              | Poročilo tekme                                                         |
| -------------- | --- | ----------------- | --------------------------------------------------------------------------- | ---------------------------------------------------------------------- |
| Začetek: 20:15 | Z. Parise 00:25 P. O'Sullivan 02:10 J. Wisniewski 02:52 J. Pominville (PP2) 26:52 Z. Parise (PP1) 51:04 D. Brown 58:24 | ( 3–2, 1–1, 2–1 ) | 14:03 M. Hackert 17:52 (PP1) C. Schmidt 30:23 F. Busch 44:55 (PP1) M. Bakos | Gledalci: 7352 Sodnika: Vjačeslav Bulanov Sodnika: Aleksander Poliakov |

| 9. maj 2008 | Finska | 2 – 1 | Latvija | Metro Centre, Halifax |

| Poročilo tekme | Poročilo tekme                      | Poročilo tekme    | Poročilo tekme   | Poročilo tekme                                                    |
| -------------- | ----------------------------------- | ----------------- | ---------------- | ----------------------------------------------------------------- |
| Začetek: 12:30 | A. Pihlström 29:21 N. Kapanen 50:04 | ( 0–1, 1–0, 1–0 ) | 01:27 L. Dārziņš | Gledalci: 7215 Sodnika: Aleksander Poliakov Sodnika: Brent Reiber |

| 10. maj 2008 | Nemčija | 1 – 10 | Kanada | Metro Centre, Halifax |

| Poročilo tekme | Poročilo tekme   | Poročilo tekme    | Poročilo tekme | Poročilo tekme                                                   |
| -------------- | ---------------- | ----------------- | --- | ---------------------------------------------------------------- |
| Začetek: 16:30 | F. Hördler 48:40 | ( 0–4, 0–5, 1–1 ) | 05:14 J. Spezza 13:35 D. Heatley 16:05 E. Staal 19:37 P. Sharp 23:42 (PP1) E. Staal 28:20 E. Staal 32:07 (PP1) D. Roy 35:30 E. Staal 38:12 (SH1) J. Mayers 41:47 (PP1) M. Green | Gledalci: 9182 Sodnika: Vjačeslav Bulanov Sodnika: Danny Kurmann |

| 11. maj 2008 | Norveška | 1 – 4 | Latvija | Metro Centre, Halifax |

| Poročilo tekme | Poročilo tekme    | Poročilo tekme    | Poročilo tekme                                                              | Poročilo tekme                                                 |
| -------------- | ----------------- | ----------------- | --------------------------------------------------------------------------- | -------------------------------------------------------------- |
| Začetek: 12:30 | L. E. Spets 12:56 | ( 1–2, 0–1, 0–1 ) | 11:34 M. Cipulis 17:22 H. Vasiļjevs 22:27 M. Rēdlihs 59:36 (ENG) L. Dārziņš | Gledalci: 9017 Sodnika: Christer Lärking Sodnika: Brent Reiber |

| 11. maj 2008 | Finska | 3 – 2 | ZDA | Metro Centre, Halifax |

| Poročilo tekme | Poročilo tekme                                           | Poročilo tekme    | Poročilo tekme                         | Poročilo tekme                                                         |
| -------------- | -------------------------------------------------------- | ----------------- | -------------------------------------- | ---------------------------------------------------------------------- |
| Začetek: 16:30 | V. Koistinen (PP2) 42:12 T. Selänne 50:44 M. Koivu 56:10 | ( 0–0, 0–2, 3–0 ) | 21:30 T. Gilbert 39:15 (PP1) P. Kessel | Gledalci: 8867 Sodnika: Vjačeslav Bulanov Sodnika: Aleksander Poliakov |

| 12. maj 2008 | ZDA | 9 – 1 | Norveška | Metro Centre, Halifax |

| Poročilo tekme | Poročilo tekme | Poročilo tekme    | Poročilo tekme       | Poročilo tekme                                                    |
| -------------- | --- | ----------------- | -------------------- | ----------------------------------------------------------------- |
| Začetek: 12:30 | B. Dubinsky 11:12 D. Brown 12:15 P. Kane (PP1) 19:03 B. Dubinsky 25:48 P. Martin 31:19 Z. Parise (PP1) 32:18 D. Brown 42:33 P. Kessel 45:44 B. Dubinsky (PP1) 51:35 | ( 3–0, 3–1, 3–0 ) | 28:08 (PP2) M. Trygg | Gledalci: 8490 Sodnika: Aleksander Poliakov Sodnika: Brent Reiber |

| 12. maj 2008 | Kanada | 6 – 3 | Finska | Metro Centre, Halifax |

| Poročilo tekme | Poročilo tekme                                                                                            | Poročilo tekme    | Poročilo tekme                                             | Poročilo tekme                                                      |
| -------------- | --- | ----------------- | ---------------------------------------------------------- | ------------------------------------------------------------------- |
| Začetek: 16:30 | R. Getzlaf 00:33 S. Doan (SH1) 09:29 D. Heatley 30:17 P. Sharp (SH1) 38:12 S. Doan 41:07 D. Heatley 58:02 | ( 2–1, 2–0, 2–2 ) | 05:30 (SH1) A. Pihlström 48:34 A. Pihlström 59:37 T. Ruutu | Gledalci: 9178 Sodnika: Christer Lärking Sodnika: Marcus Vinnerborg |

| 12. maj 2008 | Latvija | 3 – 5 | Nemčija | Metro Centre, Halifax |

| Poročilo tekme | Poročilo tekme                                       | Poročilo tekme    | Poročilo tekme                                                                              | Poročilo tekme                                             |
| -------------- | ---------------------------------------------------- | ----------------- | ------------------------------------------------------------------------------------------- | ---------------------------------------------------------- |
| Začetek: 20:15 | H. Vasiļjevs 05:01 M. Rēdlihs 25:48 M. Karsums 31:39 | ( 1–1, 2–1, 0–3 ) | 18:45 (PP1) C. Schmidt 27:23 M. Wolf 47:51 C. Schubert 50:40 Y. Seidenberg 52:51 C. Ullmann | Gledalci: 8614 Sodnika: Danny Kurmann Sodnika: Milan Minář |

## Boj za obstanek
Štiri četrtouvrščene reprezentance v vsaki skupini morajo v boj za obstanek, ki je bil potreben za določitev dveh reprezentanc, ki sta za 2009 izpadli v Divizijo I. 
Francija je odpravila Italijo, Slovaška pa Slovenijo, oboje v dveh tekmah. Francija in Slovaška sta si tako zagotovili obstanek v elitni diviziji, medtem ko sta za 2009 Italijo in Slovenijo nadomestili Avstrija in Madžarska, zmagovalki Divizije I 2008. 

### Skupina G

#### Serija G1
| 9. maj 2008 | Francija | 3 – 2 | Italija | Colisée Pepsi, Quebec City |

| Poročilo tekme | Poročilo tekme                                                | Poročilo tekme    | Poročilo tekme                        | Poročilo tekme                                              |
| -------------- | ------------------------------------------------------------- | ----------------- | ------------------------------------- | ----------------------------------------------------------- |
| Začetek: 19:00 | Y. Treille (PP1) 09:09 B. Amar 39:30 S. Bordeleau (PP1) 51:05 | ( 1–1, 1–0, 1–1 ) | 08:00 (PP1) J. Pittis 59:52 A. Helfer | Gledalci: 8140 Sodnika: Chris Savage Sodnika: Thomas Sterns |

| 10. maj 2008 | Italija | 4 – 6 | Francija | Colisée Pepsi, Quebec City |

| Poročilo tekme | Poročilo tekme                                                                   | Poročilo tekme    | Poročilo tekme | Poročilo tekme                                             |
| -------------- | -------------------------------------------------------------------------------- | ----------------- | --- | ---------------------------------------------------------- |
| Začetek: 20:15 | J. Cirone 02:49 A. Signoretti (SH1) 26:12 P. Iannone 44:14 J. Pittis (PP1) 56:58 | ( 1–2, 1–1, 2–3 ) | 08:13 (PP1) B. Amar 14:40 (PP2) Y. Treille 24:44 J. Zwikel 41:17 J. Desrosiers 45:12 Y. Treille 51:02 S. Bordeleau | Gledalci: 7649 Sodnika: Rick Looker Sodnika: Sami Partanen |

#### Serija G2
| 9. maj 2008 | Slovenija | 1 – 5 | Slovaška | Metro Centre, Halifax |

| Poročilo tekme | Poročilo tekme | Poročilo tekme    | Poročilo tekme                                                                                | Poročilo tekme                                                   |
| -------------- | -------------- | ----------------- | --------------------------------------------------------------------------------------------- | ---------------------------------------------------------------- |
| Začetek: 16:30 | M. Robar 33:20 | ( 0–1, 1–4, 0–0 ) | 02:58 (PP2) R. Petrovický 26:43 M. Hossa 30:34 A. Podkonický 35:56 A. Kollar 36:32 I. Čiernik | Gledalci: 8473 Sodnika: Christer Larking Sodnika: Richard Schütz |

| 10. maj 2008 | Slovaška | 4 – 3 (KS) | Slovenija | Metro Centre, Halifax |

| Poročilo tekme | Poročilo tekme                                                                              | Poročilo tekme              | Poročilo tekme                                     | Poročilo tekme                                                 |
| -------------- | ------------------------------------------------------------------------------------------- | --------------------------- | -------------------------------------------------- | -------------------------------------------------------------- |
| Začetek: 20:15 | J. Kolník (PP1) 07:42 R. Petrovický (PP1) 31:25 Ľ. Višňovský 34:02 Ľ. Višňovský (GWG) 65:00 | ( 1–0, 2–2, 0–1, 0-0, 1-0 ) | 25:54 M. Manfreda 38:39 D. Rodman 55:05 A. Kopitar | Gledalci: 9156 Sodnika: Milan Minář Sodnika: Marcus Vinnerborg |

## Končnica

### Drevo končnice
|  | Četrtfinale |             |             |  |     |           |           |           |  |                           |                           |                           |   |
|  | E2          | Češka       | 2           |  |     |           |           |           |  |                           |                           |                           |   |
|  | E3          | Švedska     | 3           |  |     | Polfinale | Polfinale | Polfinale |  |                           |                           |                           |   |
|  |             |             |             |  |     | QF1       | Švedska   | 4         |  |                           |                           |                           |   |
|  | Četrtfinale | Četrtfinale | Četrtfinale |  | QF2 | Kanada    | 5         |           |  |                           |                           |                           |   |
|  | F4          | Norveška    | 2           |  |     |           |           |           |  |                           |                           |                           |   |
|  | F1          | Kanada      | 8           |  |     |           |           |           |  | Finale                    | Finale                    | Finale                    |   |
|  |             |             |             |  |     |           |           |           |  |                           | SF2                       | Kanada                    | 4 |
|  | Četrtfinale | Četrtfinale | Četrtfinale |  |     |           |           |           |  |                           | SF1                       | Rusija                    | 5 |
|  | E1          | Rusija      | 6           |  |     |           |           |           |  |                           |                           |                           |   |
|  | E4          | Švica       | 0           |  |     | Polfinale | Polfinale | Polfinale |  | Tekma za bronasto medaljo | Tekma za bronasto medaljo | Tekma za bronasto medaljo |   |
|  |             |             |             |  |     | QF3       | Rusija    | 4         |  | SF1                       | Finska                    | 4                         |   |
|  | Četrtfinale | Četrtfinale | Četrtfinale |  | QF4 | Finska    | 0         |           |  | SF2                       | Švedska                   | 0                         |   |
|  | F3          | ZDA         | 2           |  |     |           |           |           |  |                           |                           |                           |   |
|  | F2          | Finska      | 3           |  |     |           |           |           |  |                           |                           |                           |   |

### Četrtfinale
| 14. maj 2008 | Češka | 2 – 3 (P) | Švedska | Colisée Pepsi, Quebec City |

| Poročilo tekme | Poročilo tekme                        | Poročilo tekme         | Poročilo tekme                                              | Poročilo tekme                                               |
| -------------- | ------------------------------------- | ---------------------- | ----------------------------------------------------------- | ------------------------------------------------------------ |
| Začetek: 13:00 | T. Rolinek 30:28 R. Vrbata (KS) 52:19 | ( 0–0, 1–1, 1–1, 0-1 ) | 27:43 (PP1) P. Hörnqvist 56:22 M. Nilson 63:15 M. Weinhandl | Gledalci: 9787 Sodnika: Daniel Piechaczek Sodnika: Jyri Rönn |

| 14. maj 2008 | Norveška | 2 – 8 | Kanada | Metro Centre, Halifax |

| Poročilo tekme | Poročilo tekme                    | Poročilo tekme    | Poročilo tekme | Poročilo tekme                                                         |
| -------------- | --------------------------------- | ----------------- | --- | ---------------------------------------------------------------------- |
| Začetek: 16:30 | M. Ask (PP2) 07:51 M. Olimb 25:32 | ( 1–2, 1–3, 0–3 ) | 00:37 D. Heatley 11:02 (PP2) R. Getzlaf 29:57 (PP1) J. Toews 34:08 (PP1) D. Roy 36:50 D. Roy 44:10 (PP1) R. Nash 50:44 R. Nash 51:40 D. Roy | Gledalci: 9192 Sodnika: Vjačeslav Bulanov Sodnika: Aleksander Poliakov |

| 14. maj 2008 | Rusija | 6 – 0 | Švica | Colisée Pepsi, Quebec City |

| Poročilo tekme | Poročilo tekme | Poročilo tekme    | Poročilo tekme | Poročilo tekme                                              |
| -------------- | --- | ----------------- | -------------- | ----------------------------------------------------------- |
| Začetek: 19:15 | A. Sjomin 01:14 M. Afinogenov 02:18 D. Zaripov (PP1) 06:23 S. Fjodorov 21:22 M. Afinogenov 26:37 A. Ovečkin 38:07 | ( 3–0, 3–0, 0–0 ) |                | Gledalci: 12096 Sodnika: Peter Ország Sodnika: Guy Pellerin |

| 14. maj 2008 | ZDA | 2 – 3 (P) | Finska | Metro Centre, Halifax |

| Poročilo tekme | Poročilo tekme                          | Poročilo tekme         | Poročilo tekme                                         | Poročilo tekme                                                      |
| -------------- | --------------------------------------- | ---------------------- | ------------------------------------------------------ | ------------------------------------------------------------------- |
| Začetek: 20:15 | P. Kessel 55:44 D. Stafford (SH1) 56:21 | ( 0–1, 0–1, 2–0, 0-1 ) | 10:14 T. Ruutu 25:45 (PP1) J. Niskala 63:59 S. Lepistö | Gledalci: 9176 Sodnika: Christer Lärking Sodnika: Marcus Vinnerborg |

### Polfinale
| 16. maj 2008 | Rusija | 4 – 0 | Finska | Colisée Pepsi, Quebec City |

| Poročilo tekme | Poročilo tekme                                                                    | Poročilo tekme    | Poročilo tekme | Poročilo tekme                                               |
| -------------- | --------------------------------------------------------------------------------- | ----------------- | -------------- | ------------------------------------------------------------ |
| Začetek: 13:00 | S. Fjodorov 13:41 D. Zaripov 23:44 A. Morozov (PP1) 52:15 M. Sušinski (ENG) 57:56 | ( 1–0, 1–0, 2–0 ) |                | Gledalci: 11159 Sodnika: Danny Kurmann Sodnika: Brent Reiber |

| 16. maj 2008 | Kanada | 5 – 4 | Švedska | Colisée Pepsi, Quebec City |

| Poročilo tekme | Poročilo tekme                                                                                   | Poročilo tekme    | Poročilo tekme                                                          | Poročilo tekme                                          |
| -------------- | ------------------------------------------------------------------------------------------------ | ----------------- | ----------------------------------------------------------------------- | ------------------------------------------------------- |
| Začetek: 17:00 | D. Heatley (PP1) 05:35 R. Getzlaf (PP1) 23:58 J. Mayers 28:31 R. Nash 32:29 M. Green (PP2) 39:53 | ( 1–1, 4–2, 0–1 ) | 19:15 A. Strålman 22:46 N. Wallin 31:26 (PP1) A. Strålman 54:21 F. Warg | Gledalci: 13026 Sodnika: Rick Looker Sodnika: Jyri Rönn |

### Tekma za bronasto medaljo
| 17. maj 2008 | Finska | 4 – 0 | Švedska | Colisée Pepsi, Quebec City |

| Poročilo tekme | Poročilo tekme                                                                   | Poročilo tekme    | Poročilo tekme | Poročilo tekme                                                   |
| -------------- | -------------------------------------------------------------------------------- | ----------------- | -------------- | ---------------------------------------------------------------- |
| Začetek: 15:00 | A. Pihlström 11:31 J. Niskala 13:44 A. Pihlström 42:18 M. Koivu (SH1, ENG) 57:35 | ( 2–0, 0–0, 2–0 ) |                | Gledalci: 12009 Sodnika: Guy Pellerin Sodnika: Daniel Piechaczek |

### Finale
| 18. maj 2008 | Kanada | 4 – 5 (P) | Rusija | Colisée Pepsi, Quebec City |

| Poročilo tekme | Poročilo tekme                                                       | Poročilo tekme         | Poročilo tekme                                                                                      | Poročilo tekme                                                       |
| -------------- | -------------------------------------------------------------------- | ---------------------- | --------------------------------------------------------------------------------------------------- | -------------------------------------------------------------------- |
| Začetek: 13:00 | B. Burns 03:54 C. Kunitz 09:17 B. Burns (PP2) 14:51 D. Heatley 29:56 | ( 3–1, 1–1, 0–2, 0-1 ) | 01:23 A. Sjomin 21:14 (PP1) A. Sjomin 48:55 A. Tereščenko 54:46 I. Kovalčuk 62:42 (PP1) I. Kovalčuk | Gledalci: 13339 Sodnika: Christer Lärking Sodnika: Marcus Vinnerborg |

## Končna lestvica in statistika

### Končna lestvica
Končna lestvica turnirja:
|     | Reprezentanca |
| --- | ------------- |
|     | Rusija        |
|     | Kanada        |
|     | Finska        |
| 4.  | Švedska       |
| 5.  | Češka         |
| 6.  | ZDA           |
| 7.  | Švica         |
| 8.  | Norveška      |
| 9.  | Belorusija    |
| 10. | Nemčija       |
| 11. | Latvija       |
| 12. | Danska        |
| 13. | Slovaška      |
| 14. | Francija      |
| 15. | Slovenija     |
| 16. | Italija       |

### Vodilni igralci
Seznam prikazuje najučinkovitejših 10 igralcev (drsalcev), razvrščenih po točkah, nato zadetkih. Če seznam presega 10 mest, ker je 2 ali več igralcev izenačenih, so vsi izenačeni igralci izpuščeni.
| Igralec            | OT | G  | P  | TOČ | +/- | KM | Položaj |
| ------------------ | -- | -- | -- | --- | --- | -- | ------- |
| Dany Heatley       | 9  | 12 | 8  | 20  | +13 | 4  | FW      |
| Ryan Getzlaf       | 9  | 3  | 11 | 14  | +10 | 10 | FW      |
| Rick Nash          | 9  | 6  | 7  | 13  | +9  | 6  | FW      |
| Aleksander Sjomin  | 9  | 6  | 7  | 13  | +11 | 8  | FW      |
| Mattias Weinhandl  | 9  | 5  | 8  | 13  | +9  | 2  | FW      |
| Aleksander Ovečkin | 9  | 6  | 6  | 12  | +11 | 8  | FW      |
| Sergej Fjodorov    | 9  | 5  | 7  | 12  | +10 | 8  | FW      |
| Mike Green         | 9  | 4  | 8  | 12  | +2  | 2  | DF      |

OT = odigranih tekem; G = golov; P = podaj; TOČ = točk; +/- = Plus/Minus; KM = Kazenskih minut

### Vodilni vratarji
Seznam prikazuje 5 najboljših vratarjev po odstotku ubranjenih strelov, ki so za svojo reprezentanco odigrali vsaj 40 % igralnega časa.
| Igralec          | MIN    | SOG | GA | GAA  | %     | SO |
| ---------------- | ------ | --- | -- | ---- | ----- | -- |
| Robert Esche     | 198:03 | 102 | 7  | 2.12 | 93.14 | 0  |
| Jevgenij Nabokov | 302:42 | 126 | 9  | 1.78 | 92.86 | 2  |
| Pascal Leclaire  | 240:00 | 107 | 8  | 2.00 | 92.52 | 1  |
| Niklas Bäckström | 483:22 | 218 | 17 | 2.11 | 92.20 | 1  |
| Vitali Koval     | 370:49 | 217 | 19 | 3.07 | 91.24 | 0  |

Za obrazložitev tabele glej sem; MIN = igralni čas (minut:sekund).

## Medijska pokritost
| - Avstrija: ORF Sport Plus - Belorusija: TV-First, LAD - Češka: Česká televize - Danska: TV 2 Sport - Finska: YLE - Francija: Sport+ - Islandija: RÚV - Internet: Prenos na iihf.com Arhivirano 2008-05-02 na Wayback Machine. - Italija: Rai Sport Satellite - Kanada: - Angleško: TSN - Francosko: RDS - Latvija: TV3 Latvia, TV6 Latvia - Madžarska: Sport 1, Sport 2 - Nemčija: DSF | - Norveška: - Norveške tekme: NRK - Ostale tekme: SportN - Poljska: Polsat - Romunija: Sport 1, Sport 2 - Rusija: VGTRK Sport - Slovaška: STV - Slovenija: RTV Slovenija - Švedska: Viasat - Švica: - Nemško: SF zwei - Francosko: TSR 2 - Italijansko: TSI 2 - ZDA: World Championship Sports Network |